# Slime Language
| Recensione   | Giudizio |
| ------------ | -------- |
| Metacritic   | 68/100   |
| AllMusic     |          |
| Exclaim!     | 7/10     |
| HipHopDX     |          |
| HotNewHipHop | 86%      |
| Pitchfork    | 7,3/10   |
| XXL          |          |

Slime Language è un album compilation del rapper statunitense Young Thug, pubblicato per le etichette discografiche YSL Records e 300 Entertainment il 17 agosto 2018. La compilation presenta apparizioni di vari artisti della YSL tra cui Lil Duke, Gunna, Strick, Lil Uzi Vert, Lil Keed, Nechie, Lil Baby, Jacquees, Tracy T ed altri. L'album è prodotto da Wheezy e London on da Track e presenta le produzioni di Wheezy stesso, Keyyz, K Bangerz, Kacey Khaliel, DY, Charlie Handsome, Smoke, Mattazik, Super, Billboard Hitmakers, Turbo ed altri.

## Antefatti
Il 1º agosto 2018, l'album è stato annunciato da Young Thug, che inizialmente aveva pianificato l'uscita dell'album nel giorno del suo 27º compleanno, il 16 agosto, per poi chiarire in seguito che sarebbe stato pubblicato nella sera del 16 agosto. È stato poi chiarito che l'album, in realtà, è una "compilation [e] non un album, EP o mixtape di Young Thug".

## Performance commerciale
Slime Language ha debuttato all'ottava posizione della Billboard 200 con 41 000 copie vendute, di cui il solo streaming ammonta a circa 38 000 copie.

## Tracce
Crediti adattati dall'account Instagram di Geoffrey Ogunlesi.
1. Tsunami – 3:07 (musica: Wheezy, Keyyz, Pvlace)
2. U Ain't Slime Enough (feat. Karlae, Lil Duke) – 4:14 (musica: Woodpecker)
3. Gain Clout – 2:05 (musica: Keyyz, Smoke)
4. Oh Yeah (feat. HiDoraah) – 3:33 (musica: K Bangerz, Keyyz)
5. Audemar (feat. Tracy T) – 3:27 (musica: Keyyz)
6. Chanel (Go Get It) (feat. Gunna, Lil Baby) – 3:21 (musica: Wheezy, SinGrinch, Psymun)
7. Dirty Shoes (feat. Gunna) – 3:18 (musica: Wheezy, Charlie Handsome)
8. It's A Slime (feat. Lil Uzi Vert) – 2:22 (musica: Wheezy)
9. Scoliosis (feat. Gunna, Lil Duke) – 3:40 (musica: Keyyz, Mattazik, Smoke)
10. Goin Up (feat. Lil Keed) – 3:34 (musica: Kacey Khaliel)
11. January 1st (feat. Jacquees, Trapboy Freddy) – 4:18 (musica: Wheezy, DY, Cicero, Bobby Raps)
12. Chains Smoking Me (feat. Gunna) – 3:01 (musica: Wheezy, Bobby Raps, Charlie Handsome)
13. STS (feat. Strick) – 3:39 (musica: Super)
14. Expensive (feat. HiDoraah, Dolly) – 2:56 (musica: Billboard Hitmakers)
15. Slimed In (feat. Nechie) – 4:08 (musica: Turbo)

## Formazione
Crediti adattati dall'account Instagram di Geoffrey Ogunlesi.
- Bainz – registrazione (tracce 1-3, 5, 8, 10, 11, 13)
- Chef – registrazione (traccia 4)
- Alex Tumay – registrazione (traccia 5), missaggio
- Shaan Singh – registrazione (traccia 6)
- Jenso Plymouth – registrazione (traccia 13)
- Turn Me Up Josh – registrazione (traccia 15), missaggio addizionale (traccia 15)
- Joe LaPorta – mastering

## Classifiche
| Classifica (2018) | Posizione massima |
| ----------------- | ----------------- |
| Belgio (Fiandre)  | 111               |
| Belgio (Vallonia) | 194               |
| Canada            | 11                |
| Germania          | 46                |
| Regno Unito       | 88                |
| Stati Uniti       | 8                 |